# Johann Karl Ehrenfried Kegel
Johann Karl Ehrenfried Kegel, född 3 oktober, 1784 i Rammelburg i nuvarande Mansfeld, hertigdömet Magdeburg, död 25 juni, 1863 i Odessa, var en tysk agronom och upptäcktsresande.
Hans resor gick huvudsakligen till Kamtjatka.